# Philadelphus karwinskyanus
Philadelphus karwinskyanus là một loài thực vật có hoa trong họ Tú cầu. Loài này được Koehne miêu tả khoa học đầu tiên năm 1896.

## Hình ảnh

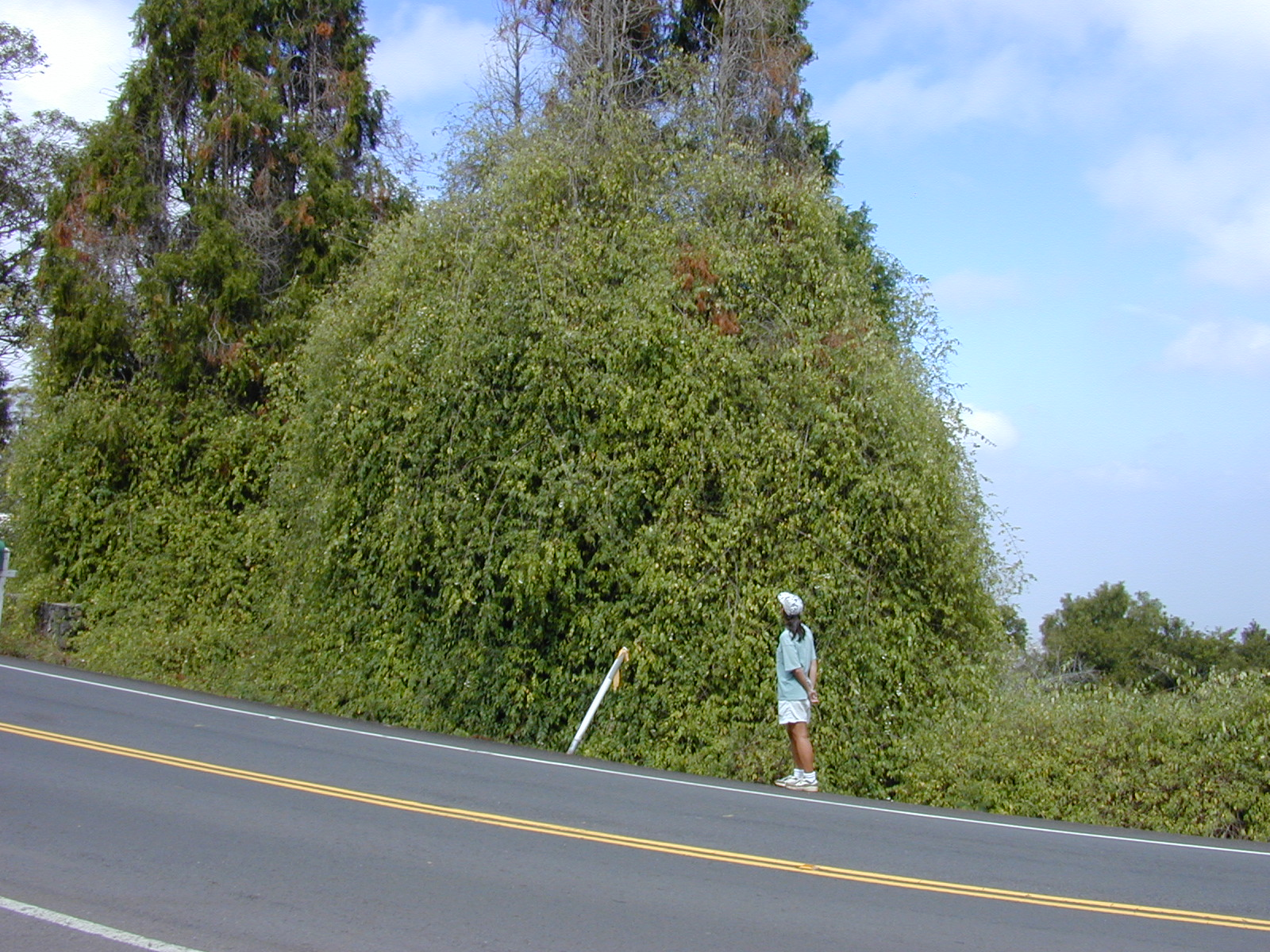
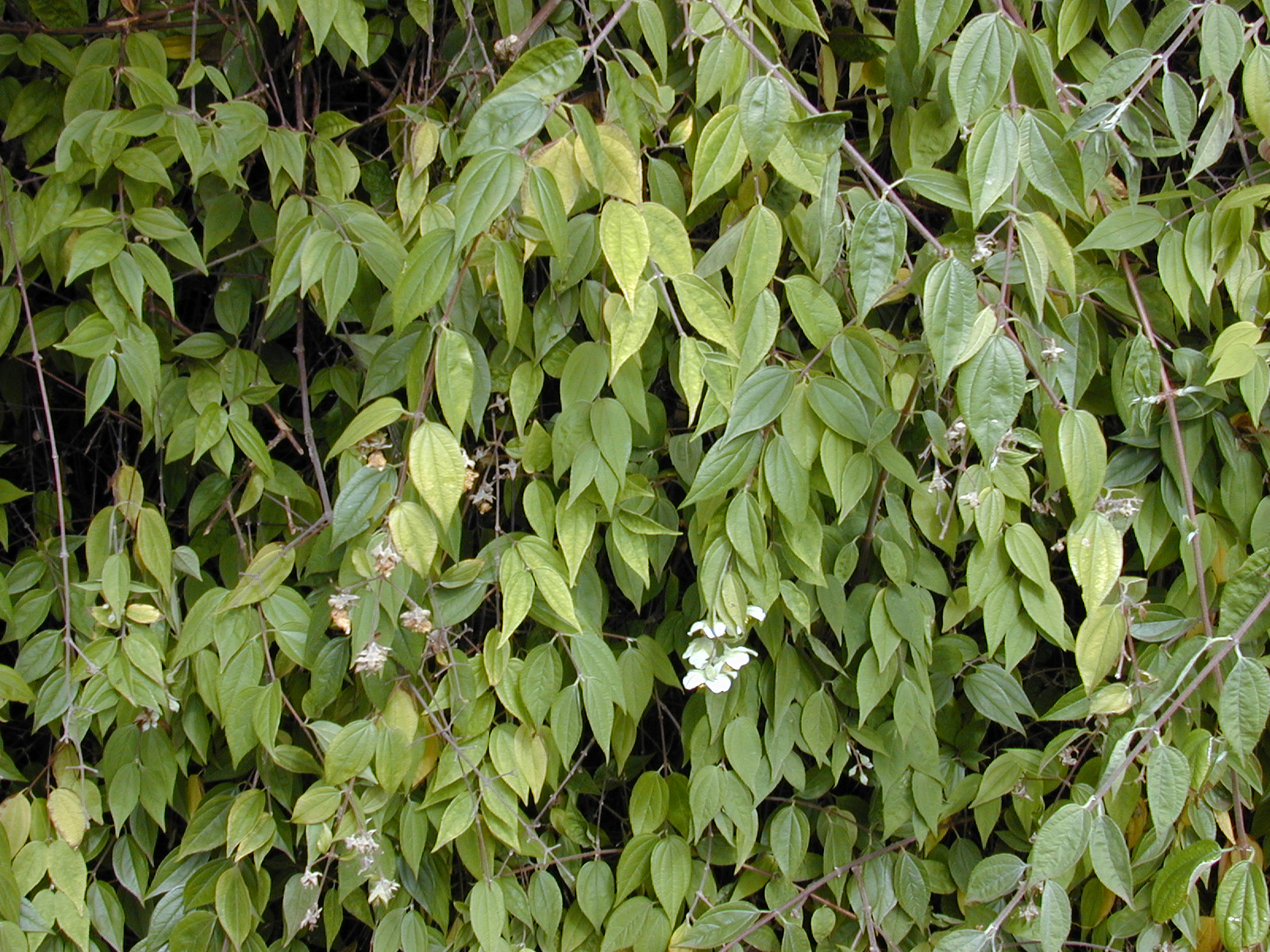
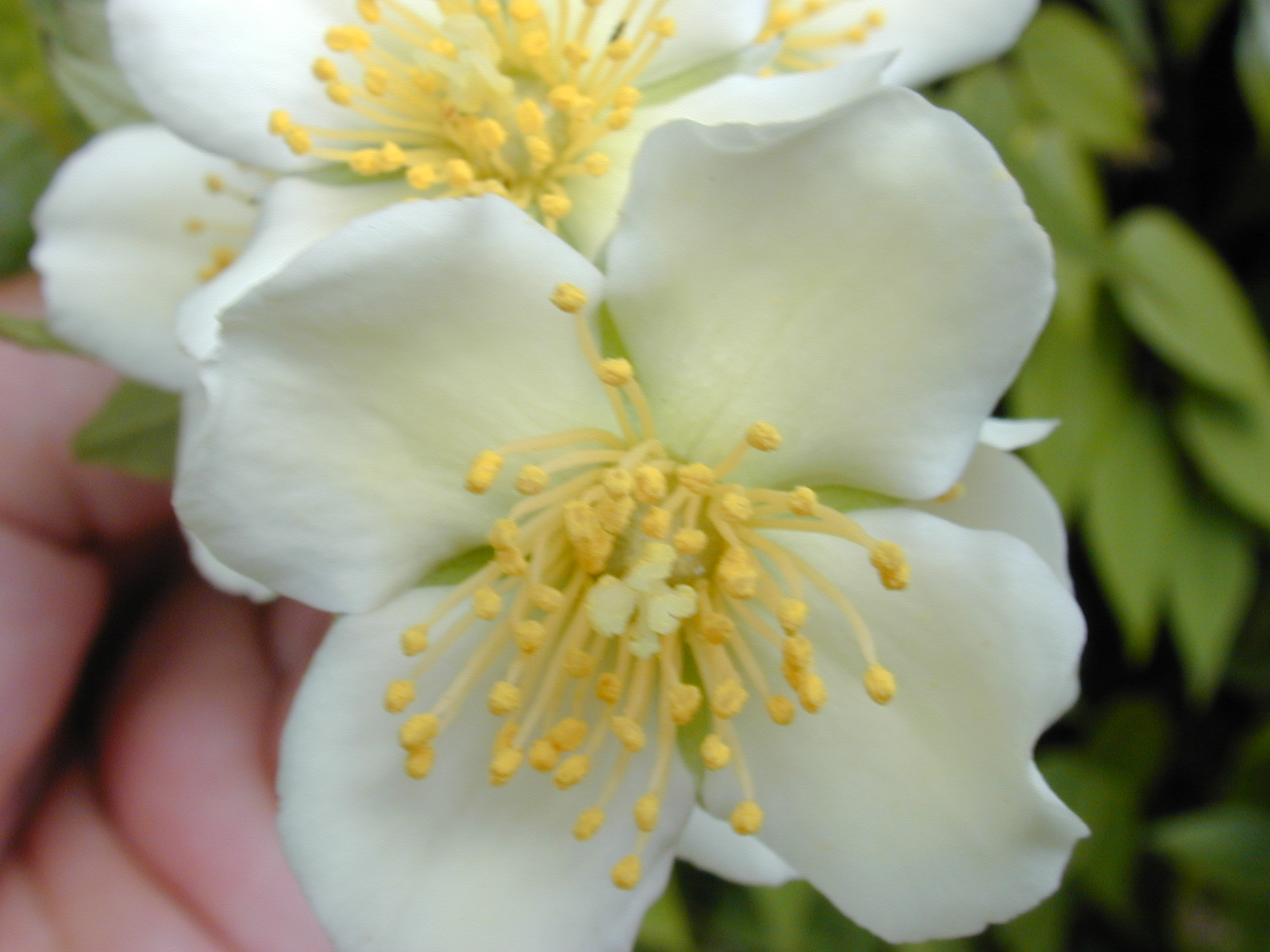
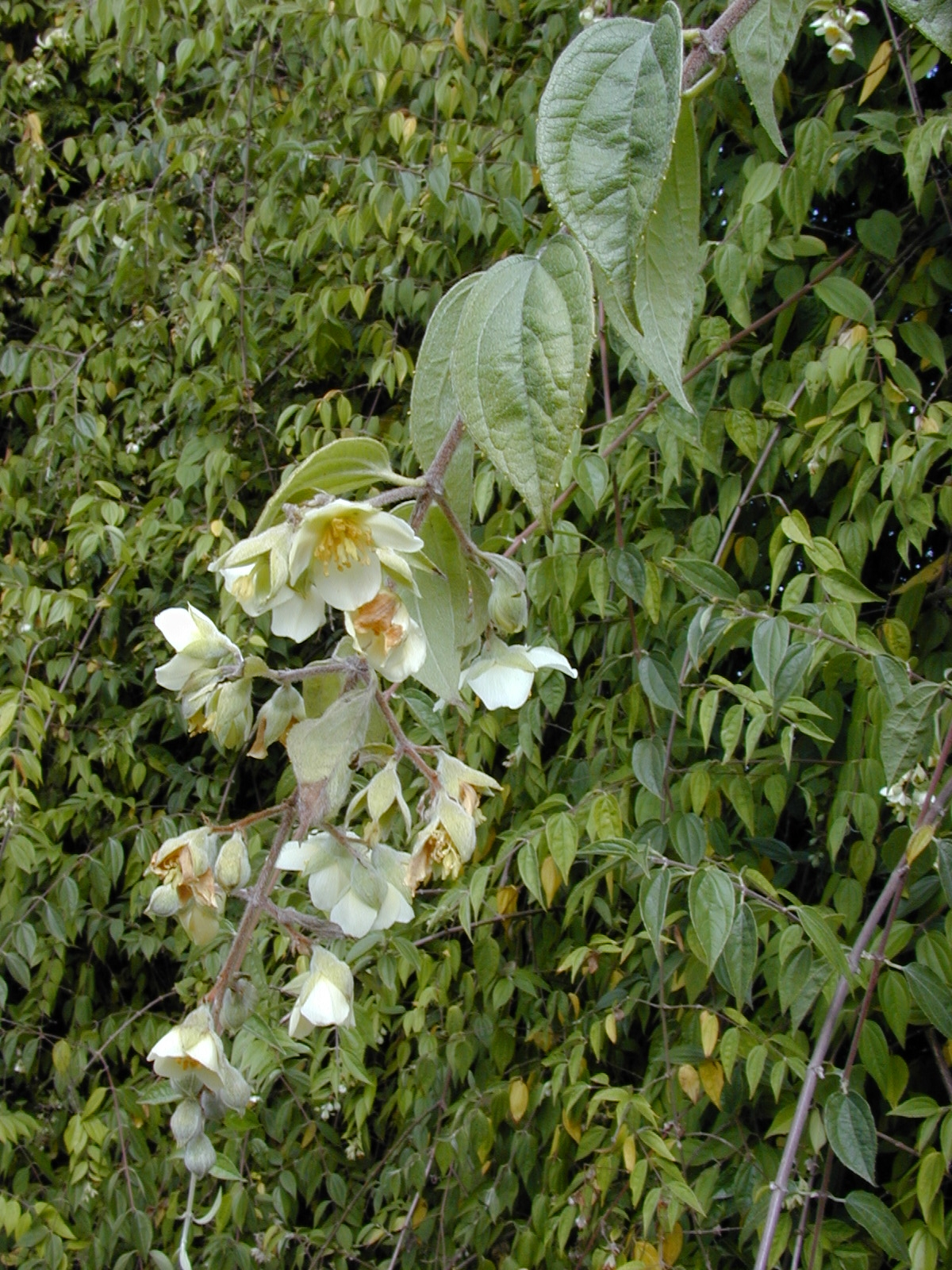